# Autoliv
Autoliv AB är ett svenskt multinationellt trafiksäkerhetsföretag.

## Historik
Autoliv AB grundades i Vårgårda som bilföretaget Autoservice AB 1953 av bröderna Stig och Lennart Lindblad. Företaget började 1956 att tillverka tvåpunktssäkerhetsbälten och ändrade 1968 namn till Autoliv AB. Det köptes 1974 upp av Gränges Weda AB, som hade uppfunnit rullbältet sju år tidigare. Gränges Weda köptes i sin tur 1980 av Electrolux och namnändrades till Electrolux Autoliv AB. Under 1980- och 1990-talen växte företaget genom uppköp, främst i Europa. Mellan 1994 och 1997 var företaget noterat på Stockholmbörsen under namnet Autoliv AB och 1997 fusionerades det med amerikanska Morton ASP Inc till Autoliv, Inc.
Koncernen är idag en av världens största vad gäller fordonssäkerhet. Sammanlagt har koncernen drygt 67 000 anställda.
Hela Autoliv-koncernen hade 2018 40% marknadsandel för sin typ av bilsäkerhetsprodukter.

## Autoliv i Sverige
Autoliv AB äger Autoliv-koncernens bolag i Europa, Asien med vissa undantag i Japan, Australien, Afrika, Kanada och i Latinamerika med undantag för Mexiko. I Sverige har Autoliv det svenska dotterföretaget
- Autoliv Sverige AB i Vårgårda, som utvecklar och producerar airbagar av typen frontal, sido, pass och sidogardiner. Andra delen av fabriken utvecklar och producerar whiplashskydd, pedestrianskydd, integrerade barnstolar och bälteslås. Sammanagt sysselsattes i Vårgårda omkring 730 personer januari 2012.

## Organisation
Ägare och moderbolag i Autoliv-koncernen är Autoliv, Inc., Delaware, USA, vilket heläger dotterbolaget Autoliv Holding AB, vilket i sin tur heläger dotterbolaget Autoliv AB.

### Verkställande direktörer
- Gunnar Bark, 1997–1999
- Lars Westerberg, 1999–2007
- Jan Carlson, 2007–2018
- Mikael Bratt, 2018–